# Lista de presidentes dos Estados Unidos por tempo no cargo
| Presidência mais longa: Franklin D. Roosevelt (4 422 dias) |  | Presidência mais breve: William H. Harrison (31 dias) |

Esta é uma lista dos presidentes dos Estados Unidos da América por tempo no cargo, ordenada conforme a quantidade de anos, meses e dias em que permaneceram no cargo. A contagem da lista é baseada na diferença nas datas de tomada do cargo e transmissão do cargo. Se fossem contados os dias do calendário de cada período, todos os presidentes da lista teriam um dia acrescido à contagem - com exceção de Grover Cleveland, que teria dois dias a mais por ter exercido dois mandatos não consecutivos. 
Desde 1789, quarenta e cinco indivíduos prestaram juramento como Presidente dos Estados Unidos e foram exercidas quarenta e seis presidências. Em toda a história do país, Grover Cleveland e Donald Trump seguem como os únicos até hoje a governar por mais de uma vez não consecutiva, sendo contabilizados como o 22º e 24º presidente; 45º e 47º presidente, respectivamente. Dos presidentes eleitos, quatro (William Henry Harrison, Zachary Taylor, Warren G. Harding e Franklin D. Roosevelt) faleceram durante o mandato; quatro (Abraham Lincoln, James A. Garfield, William McKinley e John F. Kennedy) foram assassinados em pleno exercício do cargo e um (Richard Nixon) renunciou.
William Henry Harrison, o nono presidente do país, teve o governo mais breve (1 mês) e Franklin Delano Roosevelt permanece como o presidente mais duradouro. Roosevelt, que permaneceu por 12 anos e 38 dias no cargo, é também o único presidente a exercer mais de dois mandatos. Desde a presidência de Dwight D. Eisenhower, o presidente está limitado a dois mandatos consecutivos de quatro anos cada um conforme estabelecido pela Constituição. 

## Lista dos presidentes
| #  | Nº | Presidente             | Início do mandato      | Fim do mandato         | Tempo no cargo             |
| -- | -- | ---------------------- | ---------------------- | ---------------------- | -------------------------- |
| 1  | 32 | Franklin D. Roosevelt  | 4 de março de 1933     | 12 de abril de 1945    | 12 anos, 1 mês e 8 dias    |
| 2  | 3  | Thomas Jefferson       | 4 de março de 1801     | 4 de março de 1809     | 8 anos                     |
| 2  | 4  | James Madison          | 4 de março de 1809     | 4 de março de 1817     | 8 anos                     |
| 2  | 5  | James Monroe           | 4 de março de 1817     | 4 de março de 1825     | 8 anos                     |
| 2  | 7  | Andrew Jackson         | 4 de março de 1829     | 4 de março de 1837     | 8 anos                     |
| 2  | 18 | Ulysses S. Grant       | 4 de março de 1869     | 4 de março de 1877     | 8 anos                     |
| 2  | 22 | Grover Cleveland       | 4 de março de 1885     | 4 de março de 1889     | 4 anos                     |
| 2  | 24 | Grover Cleveland       | 4 de março de 1893     | 4 de março de 1897     | 4 anos                     |
| 2  | 28 | Woodrow Wilson         | 4 de março de 1913     | 4 de março de 1921     | 8 anos                     |
| 2  | 34 | Dwight D. Eisenhower   | 20 de janeiro de 1953  | 20 de janeiro de 1961  | 8 anos                     |
| 2  | 40 | Ronald Reagan          | 20 de janeiro de 1981  | 20 de janeiro de 1989  | 8 anos                     |
| 2  | 42 | Bill Clinton           | 20 de janeiro de 1993  | 20 de janeiro de 2001  | 8 anos                     |
| 2  | 43 | George W. Bush         | 20 de janeiro de 2001  | 20 de janeiro de 2009  | 8 anos                     |
| 2  | 44 | Barack Obama           | 20 de janeiro de 2009  | 20 de janeiro de 2017  | 8 anos                     |
| 14 | 1  | George Washington      | 30 de abril de 1789    | 4 de março de 1797     | 7 anos, 10 meses e 2 dias  |
| 15 | 33 | Harry S. Truman        | 12 de abril de 1945    | 20 de janeiro de 1953  | 7 anos, 9 meses e 8 dias   |
| 16 | 26 | Theodore Roosevelt     | 14 de setembro de 1901 | 4 de março de 1909     | 7 anos, 5 meses e 18 dias  |
| 17 | 30 | Calvin Coolidge        | 2 de agosto de 1923    | 4 de março de 1929     | 5 anos, 7 meses e 2 dias   |
| 18 | 37 | Richard Nixon          | 20 de janeiro de 1969  | 9 de agosto de 1974    | 5 anos, 6 meses e 20 dias  |
| 19 | 36 | Lyndon B. Johnson      | 22 de novembro de 1963 | 20 de janeiro de 1969  | 5 anos, 1 mês e 29 dias    |
| 20 | 45 | Donald Trump           | 20 de janeiro de 2017  | 20 de janeiro de 2021  | 4 anos                     |
| 20 | 47 | Donald Trump           | 20 de janeiro de 2025  | em exercício           | 6 meses e 20 dias          |
| 21 | 25 | William McKinley       | 4 de março de 1897     | 14 de setembro de 1901 | 4 anos, 6 meses e 10 dias  |
| 22 | 16 | Abraham Lincoln        | 4 de março de 1861     | 15 de abril de 1865    | 4 anos, 1 mês e 11 dias    |
| 23 | 2  | John Adams             | 4 de março de 1797     | 4 de março de 1801     | 4 anos                     |
| 23 | 6  | John Quincy Adams      | 4 de março de 1825     | 4 de março de 1829     | 4 anos                     |
| 23 | 8  | Martin Van Buren       | 4 de março de 1837     | 4 de março de 1841     | 4 anos                     |
| 23 | 11 | James K. Polk          | 4 de março de 1845     | 4 de março de 1849     | 4 anos                     |
| 23 | 14 | Franklin Pierce        | 4 de março de 1853     | 4 de março de 1857     | 4 anos                     |
| 23 | 15 | James Buchanan         | 4 de março de 1857     | 4 de março de 1861     | 4 anos                     |
| 23 | 19 | Rutherford B. Hayes    | 4 de março de 1877     | 4 de março de 1881     | 4 anos                     |
| 23 | 23 | Benjamin Harrison      | 4 de março de 1889     | 4 de março de 1893     | 4 anos                     |
| 23 | 27 | William Howard Taft    | 4 de março de 1909     | 4 de março de 1913     | 4 anos                     |
| 23 | 31 | Herbert Hoover         | 4 de março de 1929     | 4 de março de 1933     | 4 anos                     |
| 23 | 39 | Jimmy Carter           | 20 de janeiro de 1977  | 20 de janeiro de 1981  | 4 anos                     |
| 23 | 41 | George H. W. Bush      | 20 de janeiro de 1989  | 20 de janeiro de 1993  | 4 anos                     |
| 23 | 46 | Joe Biden              | 20 de janeiro de 2021  | 20 de janeiro de 2025  | 4 anos                     |
| 36 | 10 | John Tyler             | 4 de abril de 1841     | 4 de março de 1845     | 3 anos e 11 meses          |
| 37 | 17 | Andrew Johnson         | 15 de abril de 1865    | 4 de março de 1869     | 3 anos, 10 meses e 17 dias |
| 38 | 21 | Chester A. Arthur      | 19 de setembro de 1881 | 4 de março de 1885     | 3 anos, 5 meses e 13 dias  |
| 39 | 35 | John F. Kennedy        | 20 de janeiro de 1961  | 22 de novembro de 1963 | 2 anos, 10 meses e 2 dias  |
| 40 | 13 | Millard Fillmore       | 9 de julho de 1850     | 4 de março de 1853     | 2 anos, 7 meses e 23 dias  |
| 41 | 38 | Gerald Ford            | 9 de agosto de 1974    | 20 de janeiro de 1977  | 2 anos, 5 meses e 11 dias  |
| 42 | 29 | Warren G. Harding      | 4 de março de 1921     | 2 de agosto de 1923    | 2 anos, 4 meses e 29 dias  |
| 43 | 12 | Zachary Taylor         | 4 de março de 1849     | 9 de julho de 1850     | 1 ano, 4 meses e 5 dias    |
| 44 | 20 | James A. Garfield      | 4 de março de 1881     | 19 de setembro de 1881 | 6 meses e 15 dias          |
| 45 | 9  | William Henry Harrison | 4 de março de 1841     | 4 de abril de 1841     | 1 mês                      |